# Räddningsstation Sundsvall (sjöräddning)
Räddningsstation Sundsvall är en av Sjöräddningssällskapets räddningsstationer. 
Räddningsstation Sundsvall ligger i småbåtshamnen i Alvik på Alnön, strax söder om brofästet. Den inrättades 2008 och har 27 frivilliga sjöräddare.

## Räddningsfarkoster
- 12-15 Rescue O Bohlin Byggnads AB, ett 11,8 meter långt täckt räddningsfartyg av Victoriaklass, byggt 2001
- 8-51 Rescue Karlsvikspiren AB, en 8 meters öppen räddningsbåt av Gunnel Larssonklass, byggd 2018
- Rescuerunner Odd Fellow B11, tillverkad 2019
- Miljöräddningssläp Sundsvall, byggt av Marine Alutech